# Tinker (Windows)
Tinker, також відома як Microsoft Tinker — відеогра-головоломка, розроблена компанією Fuel Industries, у якій гравець керує роботом, якому треба дійти до фінішу через різні лабіринти та смуги перешкод.

## Історія розробки
Гра була випущена 23 вересня 2008 року як частина Windows Ultimate Extras і містила 60 рівнів, включаючи 20-рівневий посібник. Також було випущено безплатний редактор карт (конструктор рівнів), однак він сумісний лише з версією гри у Windows Ultimate Extras і несумісний із версією Tinker у Games for Windows – Live.
15 грудня 2009 року розширена версія гри з підтримкою Live була випущена на клієнті Games for Windows – Live. Гра доступна для Windows XP, Windows Vista (включаючи користувачів, які не мають доступу до Windows Vista Ultimate Extras в інших випусках Windows Vista) та Windows 7, вона містить 160 рівнів, включаючи підручник з 20 рівнями. Ця версія також має 15 досягнень вартістю 200G, подібно до багатьох ігор Xbox Live Arcade. Як і в кожній грі Games for Windows - Live, користувач повинен увійти за допомогою тегу гравця, призначеного ідентифікатору Windows Live ID; версія у Windows Vista Ultimate Extras не мала цієї вимоги.

## Ігровий процес
Tinker — це просторова/екологічна гра-головоломка. Гравці повинні вести робота до кінцевої точки, переміщаючи об’єкти, активуючи перемикачі та долаючи перешкоди. Ігрове поле являє собою квадратну дошку, розділену в шаховому порядку. Роботу надається обмежена кількість рухів, які він може зробити, перш ніж у нього закінчиться енергія, тому гравець повинен направити його до маркера цілі, не закінчуючи всі свої рухи. По суті, будь-яка дія, яку робить робот, зараховується як рух, включаючи крок, активацію перемикача та поворот. Гравці повинні ретельно планувати свої дії на етапі, щоб не витрачати ходи.
Гравці можуть поповнити енергію робота, збираючи батареї, і таким чином збільшити можливу кількість ходів, які їм дозволено зробити. Гравці можуть отримати зірку досягнень за рівень, пройшовши курс на рівних або нижчих рівнях за часом, енергією та накопиченням зубців, якщо на цьому рівні є якісь гвинтики.
Перешкоди та об'єкти, присутні на рівнях, включають:
- Акумулятори, які дають роботу додаткову енергію, необхідну для здійснення рухів. Вони бувають малих і великих варіантів, причому більші версії забезпечують більше енергії.
- Гвинтики, які нагороджують гравця зіркою досягнень, якщо кожен зібраний на рівні.
- Вихід — червоно-біле коло, що крутиться, схоже на м’ятну цукерку. Його можна переміщати, якщо він лежить на рухомому блоці, і можна прикрити об’єктом, щоб зробити його недоступним, доки об’єкт не буде видалено.
- Вимикайте або деактивуйте лазерні гармати, магніти, конвеєрні стрічки та бар’єри; знищувати бомби; і повертати дзеркала.
- Перемикачі, включаючи перемикачі, які повинен активувати робот, і реле тиску, які активні лише тоді, коли на них лежить предмет. При активації вони маніпулюють об’єктами одного кольору. Сірі об'єкти завжди активні, і на них не можна впливати перемикачами. Перемикачі можуть активувати лазерні гармати, які при активації стріляють променями по прямій лінії. Промінь може знищити робота, предмети, що підбирають, блоки льоду, перемикачі, магніти та інші лазерні гармати.
- Мішені, які діють як перемикачі, активні під час попадання лазерного променя.
- Дзеркала, які перенаправляють шлях лазерного променя під кутом 90 градусів.
- Конвеєрні стрічки, якими можна рухати робота або будь-який предмет. Поки робот на конвеєрі, він може повертатися, але не робити кроків. Якщо кінець конвеєрної стрічки заблокований предметом, робот може вільно рухатися, досягнувши об’єкта.
- Сірі блоки та кубики, які може штовхати робот і відрізняються лише зовнішнім виглядом. Якщо що-небудь знаходиться на верхній частині блоку, воно також буде рухатися, якщо натиснути.
- Кольорові блоки, які може штовхати робот і активувати спеціальні квадратні реле тиску такого ж кольору.
- Металеві блоки, які не можуть штовхатися роботом, але можуть рухатися за допомогою магнітів.
- Крижані блоки, які схожі на сірі блоки, але можуть бути зруйновані бомбами та лазерними променями.
- Магніти, які тягнуть до себе металеві блоки. Якщо металевий блок знаходиться на шляху кількох активованих магнітів, лише найближчий магніт впливатиме на металевий блок.
- Бар'єри, які виглядають як доміно і блокують доступ до області. Якщо бар’єр активовано, коли на ньому лежить об’єкт, бар’єр не підніметься, доки об’єкт не буде переміщено.
- Під час активації бомби, які може переміщувати робот, знищують будь-які предмети, що підбираються поруч, блоки льоду, перемикачі, магніти, лазерні гармати, мішені та дзеркала. Блоки та сам робот будуть віддалені на один простір, якщо вони будуть поруч із вибухом. Бомби можуть запускатися перемикачами, лазерними променями, вибухом сусідньої бомби або роботом, що стоїть на вершині бомби. Будь-які об'єкти, які можна знищити бомбою, також можуть бути знищені роботом, який падає на нього зверху.
- Телепорти, які є круглими та пронумерованими, транспортують будь-який об’єкт, включаючи робота, до телепорту з тим же номером, розташованого в іншому місці рівня. Якщо об’єкт уже присутній на телепорті призначення під час активації, об’єкти на обох телепортах поміняються місцями.
- Підіймачі, які виглядають як ґудзики для одягу, можуть переміщати робота або об’єкт вгору чи вниз на один рівень. Підйоми активуються при збільшенні тиску; якщо робот або предмет переміщується на опущений підіймач, він підніметься на один рівень. Якщо робот або об’єкт переміститься на піднятий підіймач, він опуститься на один рівень. Підняті підіймачі не можуть бути опущені біля основи та стати нерухомими перешкодами на рівні землі.

Рухомі об’єкти можна лише штовхати, а не тягнути, а два або більше об’єктів у ряду не можна штовхати, навіть якщо всі вони рухомі. Об’єкти, складені один на одного, можна штовхати, якщо нижній об’єкт є рухомим (наприклад, вежу, що складається з двох кубиків і металевого блоку, можна пересувати, лише якщо один із кубиків знаходиться внизу). Спроба штовхнути нерухомий об’єкт або ряд предметів призведе до марного руху, хоча спроба натрапити на перешкоду не призведе до марного руху.
Робот може бути знищений або виведений з ладу через попадання лазерного променя, падіння з висоти понад два блоки або вичерпання енергії. Якщо будь-яка з небезпек знищує робота в процесі досягнення виходу (наприклад, робот потрапляє на лазерний промінь, який перетинає квадрат виходу), небезпека переважає над виходом, і робот знищується; однак рівень буде завершено, якщо вихід буде досягнуто з нульовою енергією.

## Збій досягнень у версії Games for Windows – Live
У версії Tinker із підтримкою Live раніше було неможливо отримати зірку досягнень у наборі 7, рівень 19, оскільки номінальна вартість енергії становила -1. Через це гравець не міг розблокувати досягнення «Досягнута досконалість», таким чином зміг отримати лише 175 очок досягнень із 200. Розробник ігор Fuel Industries Нік Яннітті згадав цю проблему у блозі Tinker, і сказав що виправлення було надіслано у GFWL 7 березня 2010 року. Виправлення діяло кілька годин, але його було видалено через помилку в коді автоматичного оновлення, яка вимагала непотрібного перезавантаження. Потім оновлення було офіційно випущено 10 квітня 2010 року, завдяки чому досягнення «Досягнуто досконалості» стало доступним.